# 库克斯
库克斯，是阿爾巴尼亞东北部庫克斯州的一个市镇。该市镇包括15个行政分区，行政中心为库克斯市。库克斯市也是库克斯州的州府。市镇面積为934.80平方公里，2011年人口数量为47,985人，而作为行政分区的库克斯市的人口数量则为16,719人。
庫克斯位於阿爾巴尼亞北部山區。当今的庫克斯建于1970年代。舊庫克斯因建設水電站目前位於人工湖底。庫克斯的居民則搬遷到新庫克斯。市內有歷史博物館。
在1996年至1999年科索沃戰爭期間，這裡接受了大量來自科索沃的難民，來自塞爾維亞的45萬科索沃難民来到庫克斯。